# Unione Calcio Sampdoria 2019-2020
Questa voce raccoglie le informazioni riguardanti l'Unione Calcio Sampdoria nelle competizioni ufficiali della stagione 2019-2020.

## Stagione
Dopo il passaggio di Giampaolo al Milan, la Sampdoria ingaggia come allenatore Eusebio Di Francesco. Il nuovo corso tecnico s'inaugura con la Coppa Italia, nel cui terzo turno i doriani sconfiggono il Crotone; il campionato parte invece con due sconfitte, ad opera di Lazio e Sassuolo.
La prima vittoria in campionato arriva alla quarta giornata del torneo, 1 a 0 sul Torino ad opera di Gabbiadini.
Tuttavia,il gioco della squadra non riesce a decollare, e dopo altre due sconfitte contro Inter e Hellas Verona,che portano i blucerchiati all'ultimo posto in classifica,la società esonera l'allenatore Di Francesco.
Al suo posto viene ingaggiato Ranieri, che esordisce in panchina all'ottava giornata, con uno 0-0 interno contro la Roma.
Dopo una sconfitta per 2-1 in casa del Bologna, la Samp inizia finalmente a trovare i primi punti pesanti della stagione, pareggiando in extremis contro il Lecce, vincendo contro le dirette concorrenti Spal, Udinese e Genoa,quest'ultima battuta nel Derby della Lanterna da un gol di Gabbiadini. 
Il girone di andata dei blucerchiati si conclude al 16º posto in classifica, con un'ampia vittoria per 5-1 sul modesto Brescia.
L'inizio del girone di ritorno è caratterizzato da alti e bassi della squadra, che alterna clamorose sconfitte (5-1 contro rispettivamente Lazio e Fiorentina), a buone prestazioni, come nella vittoria per 1-3 in casa del Torino.
Dopo l'interruzione del campionato per la pandemia di COVID-19,la Sampdoria riesce a salvarsi con 4 giornate di anticipo, dopo una serie di 5 vittorie su 6 giornate.
Il campionato della Samp si conclude con un pareggio per 1-1 in casa del Brescia, ormai retrocesso.

## Divise e sponsor
Lo sponsor tecnico per la stagione 2019-2020 è ancora Joma.
| Casa | Trasferta | Terza divisa |

## Organigramma societario
Area direttiva
- Presidente: Massimo Ferrero
- Vice Presidente: Antonio Romei
- Vice Presidente Vicario: Paolo Fiorentino
- Consigliere: Giovanni Invernizzi, Adolfo Praga, Paolo Repetto, Gianluca Tognozzi
- Direttore Operativo: Alberto Bosco
- Staff Presidenza e Direzione Operativa: Cinzia Bruzzese, Tiziana Pucci
- Direttore Amministrativo: Gianluca Marinangeli
- Amministrazione: Matteo Pesce, Nicole Rinaldi, Alessio Rosabianca
- Segretario Generale: Massimo Ienca
- Segreteria sportiva e affari internazionali: Federico Valdambrini
- Segreteria: Cristina Calvo, Cecilia Lora

Area comunicazione e marketing
- Direttore comunicazione: Paolo Viganò
- Capo ufficio stampa: Federico Berlinghieri
- Ufficio stampa: Federico Falasca, Alessandro Pintimalli
- Direttore marketing: Marco Caroli
- Area marketing: Christian Monti, Nicoletta Sommella
- Responsabile Biglietteria e SLO: Sergio Tantillo
- Service Center Sampdoria: Alberto Casagrande

Area sportiva
- Direttore sportivo: Carlo Osti
- Responsabile scouting: Riccardo Pecini
- Coordinatore scouting: Fabio Papagni
- Team Manager: Andrea Gessa

Area tecnica
- Allenatore: Eusebio Di Francesco (fino al 7 ottobre 2019), Claudio Ranieri
- Vice Allenatore: Danilo Pierini (fino al 7 ottobre 2019), Paolo Benetti
- Collaboratore tecnico: Giancarlo Marini e Stefano Romano (fino al 7 ottobre 2019), Angelo Palombo, Carlo Cornacchia
- Preparatori atletici: Franco Giammartino e Nicandro Vizoco (fino al 7 ottobre 2019), Paolo Bertelli, Massimo Catalano, Carlo Spignoli
- Preparatore dei Portieri: Fabrizio Lorieri
- Video Analyst: Sergio Spalla

Area sanitaria
- Responsabile area medica: Amedeo Baldari
- Medici sociali: Claudio Mazzola, Alessandro Rollero, Gian Edilio Solimei
- Responsabile staff fisioterapia: Claudio D'Arcangelo
- Fisioterapisti e massaggiatori: Roberto Cappannelli, Valerio Chiappe, Mauro Doimi, Luca Traggiai, Alessio Vanin

## Rosa
Rosa e numeri aggiornati al 1 febbraio 2020.
| N. |                        | Ruolo | Calciatore           |
| -- | ---------------------- | ----- | -------------------- |
| 1  | Italia (bandiera)      | P     | Emil Audero          |
| 3  | Italia (bandiera)      | D     | Tommaso Augello      |
| 4  | Inghilterra (bandiera) | C     | Ronaldo Vieira       |
| 5  | Germania (bandiera)    | D     | Julian Chabot        |
| 6  | Svezia (bandiera)      | C     | Albin Ekdal          |
| 7  | Polonia (bandiera)     | C     | Karol Linetty        |
| 7  | Italia (bandiera)      | D     | Jacopo Sala          |
| 8  | Paraguay (bandiera)    | C     | Édgar Barreto        |
| 9  | Italia (bandiera)      | A     | Federico Bonazzoli   |
| 10 | Argentina (bandiera)   | C     | Emiliano Rigoni      |
| 11 | Uruguay (bandiera)     | A     | Gastón Ramírez       |
| 12 | Italia (bandiera)      | D     | Fabio Depaoli        |
| 13 | Francia (bandiera)     | A     | Mohamed Bahlouli     |
| 14 | Rep. Ceca (bandiera)   | C     | Jakub Jankto         |
| 15 | Gambia (bandiera)      | D     | Omar Colley          |
| 16 | Norvegia (bandiera)    | C     | Kristoffer Askildsen |
| 17 | Italia (bandiera)      | A     | Gianluca Caprari     |

| N. |                      | Ruolo | Calciatore                    |
| -- | -------------------- | ----- | ----------------------------- |
| 17 | Italia (bandiera)    | A     | Antonino La Gumina            |
| 18 | Norvegia (bandiera)  | C     | Morten Thorsby                |
| 19 | Italia (bandiera)    | D     | Vasco Regini                  |
| 20 | Argentina (bandiera) | A     | Gonzalo Maroni                |
| 21 | Colombia (bandiera)  | D     | Jeison Murillo                |
| 21 | Italia (bandiera)    | D     | Lorenzo Tonelli               |
| 22 | Italia (bandiera)    | P     | Andrea Seculin                |
| 23 | Italia (bandiera)    | A     | Manolo Gabbiadini             |
| 24 | Polonia (bandiera)   | D     | Bartosz Bereszyński           |
| 25 | Italia (bandiera)    | D     | Alex Ferrari                  |
| 26 | Francia (bandiera)   | C     | Mehdi Léris                   |
| 27 | Italia (bandiera)    | A     | Fabio Quagliarella (capitano) |
| 29 | Italia (bandiera)    | D     | Nicola Murru                  |
| 30 | Italia (bandiera)    | P     | Wladimiro Falcone             |
| 32 | Italia (bandiera)    | A     | Felice D'Amico                |
| 34 | Giappone (bandiera)  | D     | Maya Yoshida                  |
| 91 | Italia (bandiera)    | C     | Andrea Bertolacci             |

## Calciomercato

### Sessione estiva(dall'1/7 al 2/9)
| Acquisti         | Acquisti                | Acquisti              | Acquisti             |
| R.               | Nome                    | da                    | Modalità             |
| ---------------- | ----------------------- | --------------------- | -------------------- |
| P                | Emil Audero             | Juventus              | riscatto (20 mln)    |
| P                | Wladimiro Falcone       | Lucchese              | fine prestito        |
| P                | Andrea Seculin          | Chievo                | prestito             |
| D                | Tommaso Augello         | Spezia                | prestito             |
| D                | Julian Chabot           | Groningen             | definitivo (3,7 mln) |
| D                | Fabio Depaoli           | Chievo                | definitivo (4,5 mln) |
| D                | Alex Ferrari            | Bologna               | riscatto (4,5 mln)   |
| D                | Jeison Murillo          | Valencia              | prestito (2 mln)     |
| D                | Vasco Regini            | SPAL                  | fine prestito        |
| C                | Jakub Jankto            | Udinese               | riscatto (14,5 mln)  |
| C                | Mehdi Léris             | Chievo                | definitivo (2,5 mln) |
| C                | Emiliano Rigoni         | Zenit San Pietroburgo | prestito             |
| C                | Morten Thorsby          | Heerenveen            | svincolato           |
| A                | Federico Bonazzoli      | Padova                | fine prestito        |
| A                | Gonzalo Maroni          | Boca Juniors          | prestito (1,06 mln)  |
| Altre operazioni |                         |                       |                      |
| R.               | Nome                    | da                    | Modalità             |
| P                | Lorenzo Avogadri        | Atalanta              | prestito             |
| P                | Andrea Tozzo            | Verona                | fine prestito        |
| D                | Antony Angileri         | Palermo               | definitivo           |
| D                | Cristian Hadžiosmanović | Vis Pesaro            | fine prestito        |
| D                | Maxime Leverbe          | Cagliari              | fine prestito        |
| D                | Erasmo Mulè             | Trapani               | fine prestito        |
| D                | Filippo Oliana          | Albissola             | fine prestito        |
| D                | Álex Pastor             | Vis Pesaro            | fine prestito        |
| D                | Kaique Rocha            | Santos                | definitivo           |
| D                | Lorenco Šimić           | SPAL                  | fine prestito        |
| C                | Denis Baumgartner       | DAC Dunajská Streda   | fine prestito        |
| C                | Leonardo Benedetti      | Spezia                | riscatto (0,9 mln)   |
| C                | Leonardo Capezzi        | Empoli                | fine prestito        |
| C                | Roberto Criscuolo       | Rieti                 | fine prestito        |
| C                | Federico Furlan         | Ternana               | fine prestito        |
| C                | Dávid Ivan              | Vis Pesaro            | fine prestito        |
| C                | Antonio Palumbo         | Ternana               | fine prestito        |
| C                | Marco Pompetti          | Inter                 | prestito             |
| C                | Gabriele Rolando        | Carpi                 | fine prestito        |
| C                | Michal Tomic            | Žilina                | fine prestito        |
| C                | Valerio Verre           | Perugia               | fine prestito        |
| A                | Ibourahima Baldé        | Vis Pesaro            | fine prestito        |
| A                | Domenico Cuomo          | Bisceglie             | fine prestito        |
| A                | Felice D'Amico          | Inter                 | prestito             |
| A                | Antonio Di Nardo        | Lucchese              | fine prestito        |
| A                | Abou Diop               | Vis Pesaro            | fine prestito        |
| A                | Daniele Montevago       | Palermo               | definitivo           |
| A                | Ivo Pohmajevic          | Lanús                 | prestito             |
| A                | João Ricciulli          | Braga                 | fine prestito        |
| A                | Giacomo Vrioni          | Venezia               | fine prestito        |

| Cessioni         | Cessioni                | Cessioni           | Cessioni                         |
| R.               | Nome                    | a                  | Modalità                         |
| ---------------- | ----------------------- | ------------------ | -------------------------------- |
| P                | Vid Belec               | APOEL              | prestito                         |
| P                | Rafael                  | Reading            | rescissione                      |
| D                | Joachim Andersen        | Olympique Lione    | definitivo (24 mln)              |
| D                | Jacopo Sala             | SPAL               | definitivo                       |
| D                | Júnior Tavares          | San Paolo          | fine prestito                    |
| D                | Lorenzo Tonelli         | Napoli             | fine prestito                    |
| C                | Dennis Praet            | Leicester City     | definitivo (21 mln)              |
| C                | Riccardo Saponara       | Fiorentina         | fine prestito                    |
| A                | Grégoire Defrel         | Roma               | fine prestito                    |
| A                | Dawid Kownacki          | Fortuna Düsseldorf | riscatto del cartellino (8 mln)  |
| A                | Marco Sau               | Benevento          | svincolato                       |
| Altre operazioni |                         |                    |                                  |
| R.               | Nome                    | a                  | Modalità                         |
| P                | Gergely Hutvágner       | Siófok             | prestito                         |
| P                | Titas Krapikas          | Spezia             | definitivo                       |
| P                | Andrea Tozzo            | Ternana            | definitivo (0,1 mln)             |
| D                | Axel Campeol            | Vis Pesaro         | prestito                         |
| D                | Massimo Doda            | Palermo            | prestito                         |
| D                | Tommaso Farabegoli      | Vis Pesaro         | prestito                         |
| C                | Giacomo Ferrazzo        | Como               | definitivo                       |
| D                | Cristian Hadžiosmanović | Monopoli           | fine prestito                    |
| D                | Maxime Leverbe          | Chievo             | definitivo                       |
| D                | Erasmo Mulè             | Juventus           | definitivo (5 mln)               |
| D                | Gabriele Rolando        | Reggina            | definitivo                       |
| D                | Lorenco Šimić           | Rijeka             | prestito                         |
| C                | Denis Baumgartner       | Senica             | definitivo                       |
| C                | Leonardo Benedetti      | Spezia             | prestito                         |
| C                | Leonardo Capezzi        | Albacete           | prestito con diritto di riscatto |
| C                | Yassine Ejjaki          | Vis Pesaro         | definitivo                       |
| C                | Federico Furlan         | Ternana            | definitivo (0,19 mln)            |
| C                | Dávid Ivan              | Chievo             | definitivo                       |
| C                | Antonio Palumbo         | Ternana            | prestito                         |
| C                | Daouda Peeters          | Juventus           | fine prestito                    |
| C                | Markus Soomets          | Tammeka Tartu      | definitivo                       |
| C                | Andrea Tessiore         | Vis Pesaro         | prestito                         |
| C                | Michal Tomic            | Žilina             | definitivo (0,25 mln)            |
| C                | Valerio Verre           | Verona             | prestito                         |
| A                | Abou Diop               | Paganese           | definitivo                       |
| A                | João Ricciulli          | Vis Pesaro         | definitivo                       |
| A                | Ognjen Stijepović       | Pistoiese          | prestito                         |
| A                | Giacomo Vrioni          | Cittadella         | prestito                         |

### Operazioni tra le due sessioni
| Acquisti | Acquisti          | Acquisti | Acquisti   |
| R.       | Nome              | da       | Modalità   |
| -------- | ----------------- | -------- | ---------- |
| C        | Andrea Bertolacci |          | svincolato |

| Cessioni | Cessioni | Cessioni | Cessioni |
| R.       | Nome     | a        | Modalità |
| -------- | -------- | -------- | -------- |

### Sessione invernale(dal 2 gennaio al 31 gennaio)
| Acquisti | Acquisti             | Acquisti    | Acquisti                                         |
| R.       | Nome                 | da          | Modalità                                         |
| -------- | -------------------- | ----------- | ------------------------------------------------ |
| D        | Lorenzo Tonelli      | Napoli      | prestito con obbligo di riscatto (2,5 milioni €) |
| D        | Maya Yoshida         | Southampton | prestito                                         |
| D        | Jeison Murillo       | Valencia    | riscatto del cartellino (13,3 milioni €)         |
| C        | Kristoffer Askildsen | Stabæk      | definitivo                                       |
| A        | Antonino La Gumina   | Empoli      | prestito con obbligo di riscatto (6 milioni €)   |

| Cessioni | Cessioni         | Cessioni              | Cessioni                         |
| R.       | Nome             | a                     | Modalità                         |
| -------- | ---------------- | --------------------- | -------------------------------- |
| D        | Jeison Murillo   | Celta Vigo            | prestito con diritto di riscatto |
| D        | Vasco Regini     | Parma                 | prestito                         |
| C        | Emiliano Rigoni  | Zenit San Pietroburgo | fine prestito                    |
| A        | Mohamed Bahlouli | Cosenza               | prestito con diritto di riscatto |
| A        | Gianluca Caprari | Parma                 | prestito con diritto di riscatto |

## Risultati

### Serie A

#### Girone di andata
| Arbitro: | Rocchi (Firenze) |

|  |           |                              |
|  | Marcatori | 37’, 67’ Immobile 56’ Correa |

| Arbitro: | Pairetto (Nichelino) |

|                                     |           |                         |
| D. Berardi 29’, 36’, 43’ Traorè 47’ | Marcatori | 67’ (rig.) Quagliarella |

| Arbitro: | La Penna (Palermo) |

|                  |           |  |
| Mertens 13’, 67’ | Marcatori |  |

| Arbitro: | Giacomelli (Trieste) |

|                |           |  |
| Gabbiadini 56’ | Marcatori |  |

| Arbitro: | Doveri (Roma) |

|                             |           |               |
| Ge. Pezzella 31’ Chiesa 54’ | Marcatori | 79’ Bonazzoli |

| Arbitro: | Calvarese (Teramo) |

|            |           |                                       |
| Jankto 55’ | Marcatori | 20’ Sensi 22’ Sánchez 61’ Gagliardini |

| Arbitro: | Fabbri (Ravenna) |

|                              |           |  |
| Kumbulla 9’ Murru 81’ (aut.) | Marcatori |  |

| Genova 20 ottobre 2019, ore 15:00 CEST 8ª giornata | Sampdoria        | 0 – 0 referto | Roma | Stadio Luigi Ferraris (20.211 spett.)\| Arbitro: \| Maresca (Napoli) \| |
| Arbitro:                                           | Maresca (Napoli) |               |      |                                                                         |

| Arbitro: | Doveri (Roma) |

|                      |           |                |
| Palacio 48’ Bani 78’ | Marcatori | 64’ Gabbiadini |

| Arbitro: | Massa (Imperia) |

|               |           |             |
| Ramirez 90+2’ | Marcatori | 8’ Lapadula |

| Arbitro: | Chiffi (Padova) |

|  |           |               |
|  | Marcatori | 90+1’ Caprari |

| Genova 10 novembre 2019, ore 15:00 CET 12ª giornata | Sampdoria        | 0 – 0 referto | Atalanta | Stadio Luigi Ferraris (19.799 spett.)\| Arbitro: \| Irrati (Pistoia) \| |
| Arbitro:                                            | Irrati (Pistoia) |               |          |                                                                         |

| Arbitro: | Pairetto (Nichelino) |

|                                     |           |                 |
| Gabbiadini 45+6’ Ramirez 74’ (rig.) | Marcatori | 29’ Nestorovski |

| Arbitro: | Aureliano (Bologna) |

|                                                |           |                                          |
| Nainggolan 69’ João Pedro 74’, 76’ Cerri 90+6’ | Marcatori | 38’ (rig.), 70’ Quagliarella 52’ Ramírez |

| Arbitro: | Abisso (Palermo) |

|  |           |           |
|  | Marcatori | 21’ Kucka |

| Arbitro: | Doveri (Roma) |

|  |           |                |
|  | Marcatori | 85’ Gabbiadini |

| Arbitro: | Rocchi (Firenze) |

|             |           |                           |
| Caprari 35’ | Marcatori | 19’ Dybala 45’ C. Ronaldo |

| Milano 6 gennaio 2020, ore 15:00 CET 18ª giornata | Milan           | 0 – 0 referto | Sampdoria | Stadio Giuseppe Meazza (58 572 spett.)\| Arbitro: \| Massa (Imperia) \| |
| Arbitro:                                          | Massa (Imperia) |               |           |                                                                         |

| Arbitro: | Calvarese (Teramo) |

|                                                                     |           |                |
| Linetty 34’ Jankto 45+3’ Quagliarella 69’ (rig.), 90+2’ Caprari 77’ | Marcatori | 12’ Chancellor |

#### Girone di ritorno
| Arbitro: | Chiffi (Padova) |

|                                                            |           |             |
| Caicedo 7’ Immobile 17’ (rig.), 20’, 65’ (rig.) Bastos 54’ | Marcatori | 70’ Linetty |

| Genova 26 gennaio 2020, ore 15:00 21ª giornata | Sampdoria         | 0 – 0 referto | Sassuolo | Stadio Luigi Ferraris (19 260 spett.)\| Arbitro: \| Piccinini (Forlì) \| |
| Arbitro:                                       | Piccinini (Forlì) |               |          |                                                                          |

| Arbitro: | La Penna (Roma) |

|                                        |           |                                            |
| Quagliarella 26’ Gabbiadini 73’ (rig.) | Marcatori | 3’ Milik 16’ Elmas 83’ Demme 90+8’ Mertens |

| Arbitro: | Valeri (Roma) |

|           |           |                                          |
| Verdi 55’ | Marcatori | 70’, 75’ Ramírez 79’ (rig.) Quagliarella |

| Arbitro: | Irrati (Firenze) |

|                |           |                                                                   |
| Gabbiadini 90’ | Marcatori | 8’ (aut.) Thorsby 18’ (rig.), 57’ Vlahovic 40’ (rig.), 78’ Chiesa |

| Arbitro: | Mariani (Aprilia) |

|                         |           |             |
| Lukaku 10’ Martinez 33’ | Marcatori | 53’ Thorsby |

| Arbitro: | Valeri (Roma) |

|                              |           |                   |
| Quagliarella 77’, 86’ (rig.) | Marcatori | 32’ (aut.) Audero |

| Arbitro: | Calvarese (Teramo) |

|                |           |                |
| Dzeko 64’, 85’ | Marcatori | 11’ Gabbiadini |

| Arbitro: | Doveri (Roma) |

|               |           |                                |
| Bonazzoli 88’ | Marcatori | 72’ (rig.) Barrow 74’ Orsolini |

| Arbitro: | Rocchi (Firenze) |

|                         |           |                                |
| Mar. Mancosu 50’ (rig.) | Marcatori | 40’ (rig.), 75’ (rig.) Ramírez |

| Arbitro: | Giacomelli (Trieste) |

|                                   |           |  |
| Linetty 11’, 45+3’ Gabbiadini 45’ | Marcatori |  |

| Arbitro: | Giua (Olbia) |

|                      |           |  |
| Tolói 75’ Muriel 85’ | Marcatori |  |

| Arbitro: | Valeri (Roma) |

|             |           |                                                   |
| Lasagna 37’ | Marcatori | 45+1’ Quagliarella 84’ Bonazzoli 90+4’ Gabbiadini |

| Arbitro: | Pairetto (Nichelino) |

|                                  |           |  |
| Gabbiadini 9’ Bonazzoli 40’, 53’ | Marcatori |  |

| Arbitro: | Calvarese (Teramo) |

|                                      |           |                                           |
| Gervinho 18’ Beresezynski 40’ (aut.) | Marcatori | 48’ Chabot 69’ Quagliarella 78’ Bonazzoli |

| Arbitro: | Guida (Torre Annunziata) |

|                |           |                                 |
| Gabbiadini 32’ | Marcatori | 22’ (rig.) Criscito 72’ Lerager |

| Arbitro: | Forneau (Roma) |

|                                   |           |  |
| C. Ronaldo 45+7’ Bernardeschi 67’ | Marcatori |  |

| Arbitro: | Pasqua (Tivoli) |

|               |           |                                               |
| Askildsen 87’ | Marcatori | 4’, 58’ Ibrahimovic 52’ Çalhanoğlu 90+2’ Leão |

| Arbitro: | Fabbri (Ravenna) |

|                        |           |           |
| Torregrossa 49’ (rig.) | Marcatori | 41’ Léris |

### Coppa Italia

#### Turni eliminatori
| Arbitro: | Sacchi (Macerata) |

|           |           |                                                |
| Molina 8’ | Marcatori | 37’ Caprari 42’ (rig.) Quagliarella 60’ Maroni |

| Arbitro: | Manganiello (Pinerolo) |

|                      |           |                |
| Cerri 7’ Ragatzu 48’ | Marcatori | 87’ Gabbiadini |

## Statistiche

### Statistiche di squadra
Statistiche aggiornate al 1º agosto 2020.
| Competizione | Punti | In casa | In casa | In casa | In casa | In casa | In casa | In trasferta | In trasferta | In trasferta | In trasferta | In trasferta | In trasferta | Totale | Totale | Totale | Totale | Totale | Totale | DR  |
| Competizione | Punti | G       | V       | N       | P       | Gf      | Gs      | G            | V            | N            | P            | Gf           | Gs           | G      | V      | N      | P      | Gf     | Gs     | DR  |
| ------------ | ----- | ------- | ------- | ------- | ------- | ------- | ------- | ------------ | ------------ | ------------ | ------------ | ------------ | ------------ | ------ | ------ | ------ | ------ | ------ | ------ | --- |
| Serie A      | 42    | 19      | 6       | 4       | 9       | 25      | 30      | 19           | 6            | 2            | 11           | 23           | 35           | 38     | 12     | 6      | 20     | 48     | 65     | -17 |
| Coppa Italia | -     | 0       | 0       | 0       | 0       | 0       | 0       | 2            | 1            | 0            | 1            | 4            | 3            | 2      | 1      | 0      | 1      | 4      | 3      | +1  |
| Totale       | 42    | 19      | 6       | 4       | 9       | 25      | 30      | 21           | 7            | 2            | 12           | 26           | 37           | 40     | 13     | 6      | 21     | 52     | 68     | -16 |

### Andamento in campionato
| Giornata  | 1  | 2  | 3  | 4  | 5  | 6  | 7  | 8  | 9  | 10 | 11 | 12 | 13 | 14 | 15 | 16 | 17 | 18 | 19 | 20 | 21 | 22 | 23 | 24 | 25 | 26 | 27 | 28 | 29 | 30 | 31 | 32 | 33 | 34 | 35 | 36 | 37 | 38 |
| --------- | -- | -- | -- | -- | -- | -- | -- | -- | -- | -- | -- | -- | -- | -- | -- | -- | -- | -- | -- | -- | -- | -- | -- | -- | -- | -- | -- | -- | -- | -- | -- | -- | -- | -- | -- | -- | -- | -- |
| Luogo     | C  | T  | T  | C  | T  | C  | T  | C  | T  | C  | T  | C  | C  | T  | C  | T  | C  | T  | C  | T  | C  | C  | T  | C  | T  | C  | T  | C  | T  | C  | T  | T  | C  | T  | C  | T  | C  | T  |
| Risultato | P  | P  | P  | V  | P  | P  | P  | N  | P  | N  | V  | N  | V  | P  | P  | V  | P  | N  | V  | P  | N  | P  | V  | P  | P  | V  | P  | P  | V  | V  | P  | V  | V  | V  | P  | P  | P  | N  |
| Posizione | 19 | 20 | 20 | 19 | 20 | 20 | 20 | 20 | 20 | 20 | 18 | 18 | 16 | 17 | 17 | 16 | 17 | 16 | 16 | 16 | 16 | 16 | 16 | 17 | 16 | 16 | 16 | 17 | 16 | 14 | 16 | 14 | 14 | 13 | 14 | 15 | 15 | 15 |

Fonte:  Serie A, su calcio.com.
Legenda:

Luogo: C = Casa; T = Trasferta. Risultato: V = Vittoria; N = Pareggio; P = Sconfitta.

### Statistiche dei giocatori
Sono in corsivo i calciatori che hanno lasciato la società a stagione in corso.
| Giocatore       | Serie A  | Serie A | Serie A     | Serie A    | Coppa Italia | Coppa Italia | Coppa Italia | Coppa Italia | Totale   | Totale | Totale      | Totale     |
| Giocatore       | Presenze | Reti    | Ammonizioni | Espulsioni | Presenze     | Reti         | Ammonizioni  | Espulsioni   | Presenze | Reti   | Ammonizioni | Espulsioni |
| --------------- | -------- | ------- | ----------- | ---------- | ------------ | ------------ | ------------ | ------------ | -------- | ------ | ----------- | ---------- |
| K. Askildsen    | 4        | 1       | 2           | 1          | -            | -            | -            | -            | 4        | 1      | 2           | 1          |
| E. Audero       | 36       | -60     | 1           | 0          | 2            | -3           | 0            | 0            | 38       | -63    | 1           | 0          |
| T. Augello      | 17       | 0       | 2           | 0          | 1            | 0            | 0            | 0            | 18       | 0      | 2           | 0          |
| É. Barreto      | 2        | 0       | 0           | 0          | -            | -            | -            | -            | 2        | 0      | 0           | 0          |
| B. Bereszyński  | 28       | 0       | 10          | 0          | 1            | 0            | 1            | 0            | 29       | 0      | 11          | 0          |
| A. Bertolacci   | 12       | 0       | 3           | 0          | -            | -            | -            | -            | 12       | 0      | 3           | 0          |
| G. Caprari      | 18       | 3       | 4           | 1          | 2            | 1            | 1            | 0            | 20       | 4      | 5           | 1          |
| J. Chabot       | 8        | 1       | 1           | 1          | 1            | 0            | 0            | 0            | 9        | 1      | 1           | 1          |
| O. Colley       | 31       | 0       | 10          | 0          | 1            | 0            | 0            | 0            | 32       | 0      | 10          | 0          |
| F. D'Amico      | 2        | 0       | 0           | 0          | -            | -            | -            | -            | 2        | 0      | 0           | 0          |
| F. Depaoli      | 29       | 0       | 7           | 0          | -            | -            | -            | -            | 29       | 0      | 7           | 0          |
| A. Ekdal        | 32       | 0       | 8           | 0          | 1            | 0            | 0            | 0            | 33       | 0      | 8           | 0          |
| W. Falcone      | 2        | -5      | 1           | 0          | -            | -            | -            | -            | 2        | -5     | 1           | 0          |
| A. Ferrari      | 12       | 0       | 4           | 0          | 1            | 0            | 0            | 0            | 13       | 0      | 4           | 0          |
| M. Gabbiadini   | 33       | 11      | 2           | 0          | 2            | 1            | 0            | 0            | 35       | 12     | 2           | 0          |
| J. Jankto       | 30       | 2       | 8           | 0          | 1            | 0            | 1            | 0            | 31       | 2      | 9           | 0          |
| A. La Gumina    | 5        | 0       | 0           | 0          | -            | -            | -            | -            | 5        | 0      | 0           | 0          |
| M. Léris        | 15       | 1       | 0           | 0          | 1            | 0            | 0            | 0            | 16       | 1      | 0           | 0          |
| K. Linetty      | 28       | 4       | 4           | 0          | 2            | 0            | 0            | 0            | 30       | 4      | 4           | 0          |
| G. Maroni       | 5        | 0       | 0           | 0          | 2            | 1            | 0            | 0            | 7        | 1      | 0           | 0          |
| J. Murillo      | 10       | 0       | 3           | 1          | 2            | 0            | 0            | 0            | 12       | 0      | 3           | 1          |
| N. Murru        | 28       | 0       | 6           | 1          | 1            | 0            | 0            | 0            | 29       | 0      | 6           | 1          |
| F. Quagliarella | 28       | 11      | 2           | 0          | 1            | 1            | 0            | 0            | 29       | 12     | 2           | 0          |
| G. Ramírez      | 26       | 7       | 5           | 0          | 1            | 0            | 0            | 0            | 27       | 7      | 5           | 0          |
| V. Regini       | 3        | 0       | 0           | 0          | 1            | 0            | 0            | 0            | 4        | 0      | 0           | 0          |
| E. Rigoni       | 8        | 0       | 2           | 0          | 1            | 0            | 0            | 0            | 9        | 0      | 2           | 0          |
| J. Sala         | -        | -       | -           | -          | -            | -            | -            | -            | -        | -      | -           | -          |
| A. Seculin      | -        | -       | -           | -          | -            | -            | -            | -            | -        | -      | -           | -          |
| M. Thorsby      | 24       | 1       | 9           | 1          | 1            | 0            | 0            | 0            | 25       | 1      | 9           | 1          |
| L. Tonelli      | 9        | 0       | 4           | 0          | -            | -            | -            | -            | 9        | 0      | 4           | 0          |
| R. Vieira       | 27       | 0       | 11          | 1          | 2            | 0            | 0            | 0            | 29       | 0      | 11          | 1          |
| M. Yoshida      | 14       | 0       | 1           | 0          | -            | -            | -            | -            | 14       | 0      | 1           | 0          |